# Torneo di Wimbledon 1881
Il Torneo di Wimbledon 1881 è stata la 5ª edizione del Torneo di Wimbledon e prima prova stagionale dello Slam per il 1881. Si è giocato sui campi in erba dell'All England Lawn Tennis and Croquet Club di Wimbledon a Londra in Gran Bretagna. Il torneo ha visto vincitore nel singolare maschile il britannico William Renshaw che ha sconfitto in finale in 3 set il connazionale John Hartley con il punteggio di 6–0 6–1 6–1.

## Risultati

### Singolare maschile
William Renshaw ha battuto in finale  John Hartley con il punteggio di 6–0 6–1 6–1

### Doppio maschile non ufficiale
William Renshaw /  W.J. Down hanno battuto in finale  H.L. Vaughan /  Ernest Renshaw